# Juana Galán

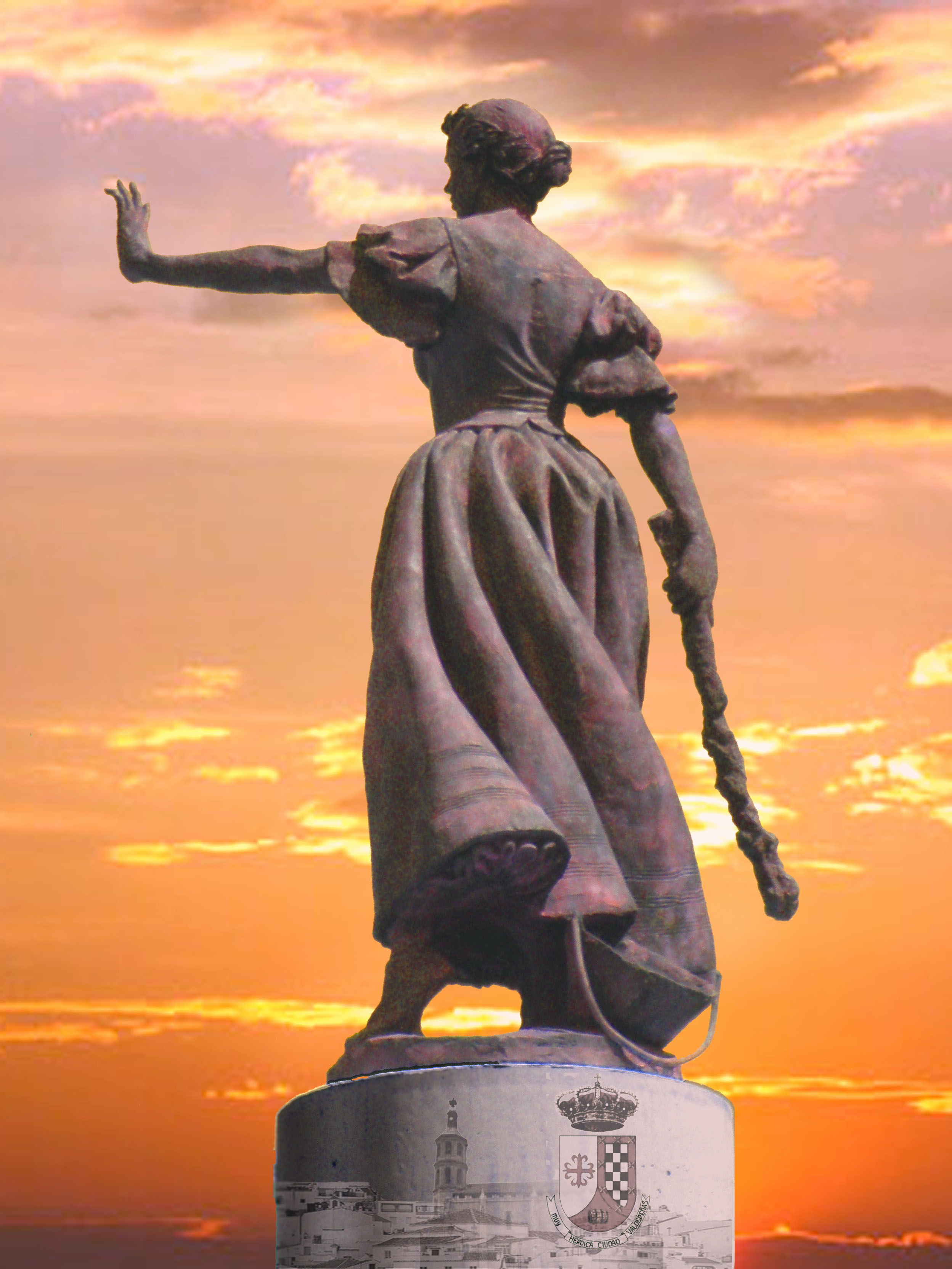
Statue von Juana Galán in Valdepeñas

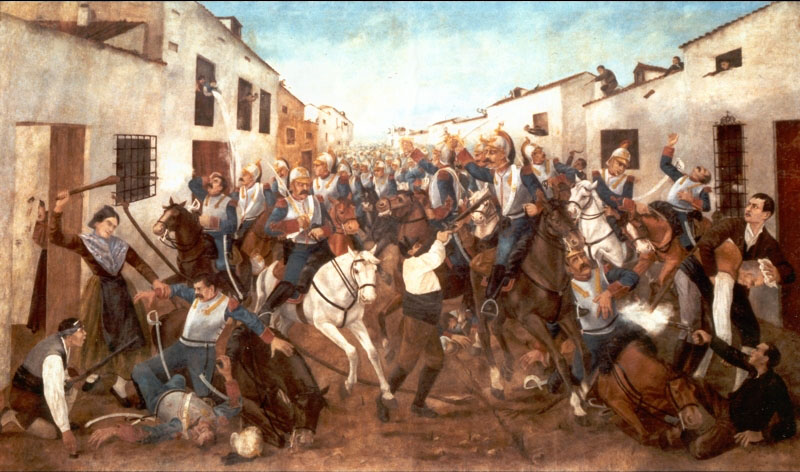
Straßenkampf in Valdepeñas. Links Juana Galán, mit einem Knüppel schlagend

Juana Galán, genannt La Galana (* 1787 in Valdepeñas; † 24. September 1812 in Valdepeñas), war eine spanische Guerillakämpferin im   spanischen Unabhängigkeitskrieg von 1808 – 1814.

## Biografie
Juana Galán war die älteste von sieben Geschwistern. Die Familie führte ein großes Haus mit Gasthaus und Taverne am Ortseingang von Valdepeñas. Sie galt als die am besten informierte Frau im Dorf, weil sie an diesem allgemeinen Treffpunkt arbeitete.
Am 6. Juni 1808 kämpfte die Bevölkerung in der Contienda de Valdepeñas gegen eine französische Truppe, die sich den Marsch durch den Ort erzwingen wollte. Da es nicht genug kampffähige Männer gab, ermutigte Juana Galán die Frauen zum Kampf. Die Frauen gossen Wasser und siedendes Öl aus den Fenstern auf die Soldaten, bewaffneten sich mit Knüppeln und gingen auf die Straße, um gegen die französische Kavallerie zu kämpfen. Die Franzosen setzten ihrerseits die umliegenden Häuser in Brand. Die Ortsbehörde verhandelte schließlich mit den Franzosen und gab unter Auflagen den Weg frei. Die Truppe verzichtete jedoch am nächsten Tag auf den Weitermarsch, da es ihr an Munition mangelte, und zog sich stattdessen zurück. Dank dieser Ereignisse traf die Truppe in der Schlacht bei Bailén, die mit dem Sieg der Spanier endete, verspätet ein.
Am 2. Mai 1810, dem zweiten Jahrestag der Kriegserklärung, verheiratete Juana Galán sich mit Bartolomé Ruiz de Lerma aus Valdepeñas. Am 24. September 1812 starb sie bei der Geburt der zweiten gemeinsamen Tochter. Am selben Tag erklärte sich die Mancha für unabhängig, verbunden mit einem triumphalen Einzug der Kämpfer von Francisco Abad Moreno in Valdepeñas.

## Rezeption
Ihre Person gilt in Valdepeñas als historische Verkörperung von Widerstand, Heldentum, Tapferkeit und Patriotismus. Sie ist in zahlreichen Kunstwerken in der Stadt vertreten. Sie wird normalerweise stehend dargestellt, hält einen Knüppel in der rechten Hand und hält links einen französischen Soldaten gepackt. In patriotischen Theaterdramen, die die Schlacht von Bailén und den Kampf in Valdepeñas darstellen, ist sie häufig vertreten. In einem Stück anlässlich des 100-jährigen Jubiläums des Krieges setzte die Theatergruppe La Recua aus Toledo sie symbolisch in Szene: Ihre Bühnenperson bereiste darin die Orte legendärer Hinrichtungen.
Folgende Spekulationen ranken sich um sie:
- Sie habe nach dem Kampf unter Demenz oder Schizophrenie gelitten.
- Sie habe ein Liebesverhältnis mit dem berühmten Guerillero Francisco Abad Moreno unterhalten.
- Sie sei 1810 Agustina de Aragón begegnet.

2011 wurde ihr Leben zum Gegenstand des Romans La Galana von Carlos Isidro Muñoz de la Espada Galán.